# FK Tekstilac Odžaci
Der FK Tekstilac Odžaci (offiziell auf Serbisch: Фудбалски клуб Текстилац Оџаци – ФК Тексилац Оџаци, Fudbalski klub Tekstilac Odžaci – FK Tekstilac Odžaci) ist ein serbischer Fußballverein aus Odžaci. Der Klub wurde 1919 gegründet und spielt seit der Saison 2024/25 in der Super Liga, der höchsten Spielklasse im serbischen Fußball.

## Geschichte
Der Klub wurde am 19. April 1919 durch die Initiative des deutschen Unternehmers und Politikers Johann Ertl, welcher ein Abgeordneter im Parlament vom Königreich der Serben, Kroaten und Slowenen war, unter dem Namen Odžaker Sportclub – Odžaker OSC gegründet. Der Gründer des Klubs Johann Ertl investierte viel in den Fußball und Tennis. So stellte er auf dem Vašarište ein Spielfeld zur Verfügung. Das heutige Stadion steht noch heute auf diesem Platz. Ertl war Gründer und Chef einer europaweit bekannten Seilwarenfabrik. Der Klub stand jahrzehntelang unter dem Patronat dieser Textilfabrik, daher der heutige Name Tekstilac. Als der Klub gegründet wurde, waren die Vereinsfarben Rot und Schwarz, was bei den meisten Vereinen, die aus von Donauschwaben bewohnten Orten stammten, üblich war.
Sechs Jahre nach dem Tod von Johann Ertl übernahm dessen Sohn, der ebenfalls Johann hieß, die Leitung über die Fabrik und den Klub. Auf dem Fußballplatz baute er ein, zu damaligen Verhältnissen, modernes Stadion mit Umkleidekabinen, Toiletten und Duschen. Ein Teil des Stadions wurde auch als Tennisplatz genutzt, da die Tennisspieler aus Odžaci eine wichtige Rolle im Tennis des damaligen Jugoslawiens spielten.
Im Frühjahr 1941 trat der Klub aus dem Jugoslawischen Fußballverband aus und schloss sich dem neu gegründeten Deutschen Fußballverband (NFS) auf dem Gebiet der Bačka an. Während des Zweiten Weltkriegs benannte der Klub sich in Hodschag sport club um und trat im Sommer 1941 in der Odzak-Fußballgruppe NFS an, die mit sieben Vereinen die größte war. Im Frühling 1942 ändert der Klub wieder seinen Namen. Dieses Mal in FC Аlemannia.
Nach dem 2. Weltkrieg kehrte der Klub in den Jugoslawischen Fußballverband zurück. Durch den Einfluss der Kommunisten änderte der Klub seinen Namen in FK Tekstilac Odžaci. Durch die Namensänderung wurden auch die Vereinsfarben in Blau-Weiß geändert. In Jugoslawien spielten sie überwiegend in der 3. Liga. In der Saison 1977/78 schafften sie den Einzug ins Sechzehntelfinale des Jugoslawischen Pokals, wo sie an Dinamo Vinkovci scheiterten.
In der Saison 1988/89 stieg man in die 4. liga ab. Erst 1999 kehrte man in die 3. Liga zurück. Bis zur Saison 2014/15, als sie aus der Srpska Liga Vojvodina abgestiegen waren, blieben sie drittklassig.  In der Saison 2020/21 stieg der Klub wieder in die Srpska Liga Vojvodina auf. In der Saison 2022/23 stieg man als Meister der Srpska Liga Vojvodina in die Prva Liga, der 2. Liga Serbiens, auf. In der darauffolgenden Saison, der Saison 2023/24, belegte man am Ende den 4. Platz, womit man sich für die Relegation qualifiziert hat. In der Relegation setzte sich Tekstilac gegen Javor durch, womit der Aufstieg in die Super Liga, der 1. Liga, gelungen ist. Neben den Durchmarsch von der 3. bis zur 1. Liga, ist Tekstilac der bisher einzige Klub in Serbien, welcher als Zweitligist den Erstligisten in der Relegation bezwingen und aufsteigen konnte. Der Aufstieg in die Super Liga stellt den größten Erfolg der Klubgeschichte dar.